# 克留科沃农村居民点
克留科沃农村居民点（俄语：Крюковское сельское поселение）是俄罗斯联邦别尔哥罗德州鲍里索夫卡区所属的一个农村居民点。其下辖有3个居民点，行政中心为克留科沃。据2016年统计，该农村居民点的人口为1257人。